# منشأة المعالوة
قرية منشأة المعالوه هي إحدى القرى التابعة لمركز تمي الأمديد في محافظة الدقهلية في جمهورية مصر العربية. حسب إحصاءات سنة 2006، بلغ إجمالي السكان في منشأة المعالوه 1278 نسمة، منهم 661 رجل و617 امرأة.